# Braconinae

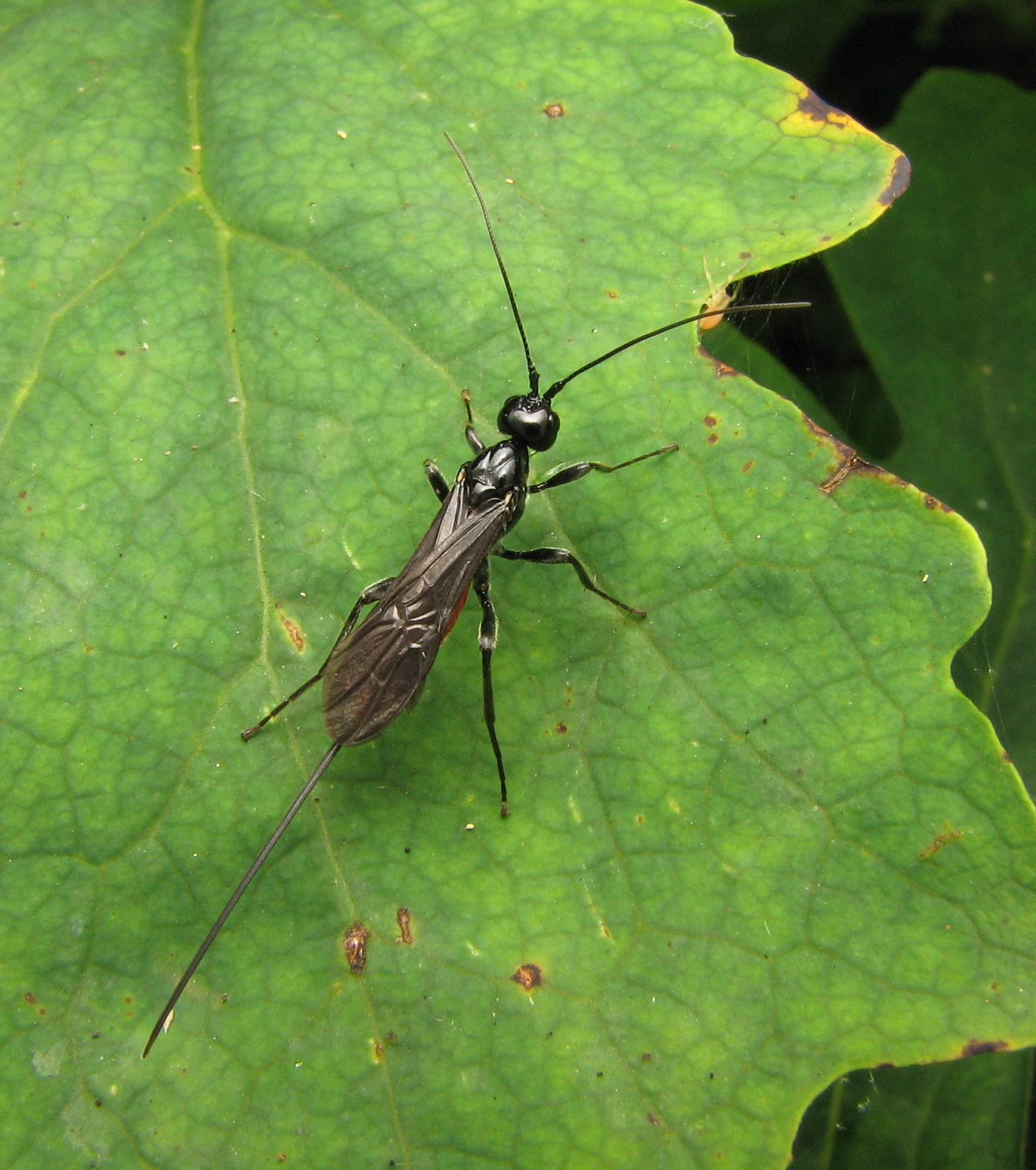
Atanycolus hembra

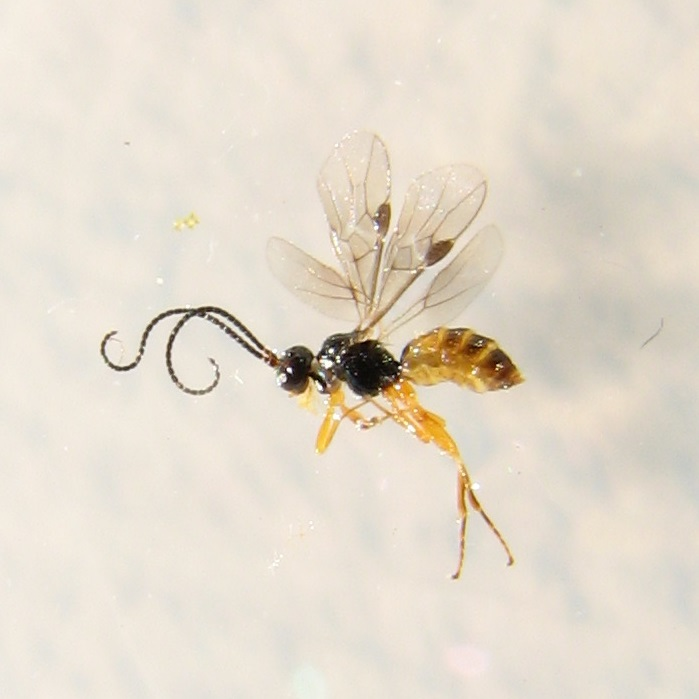
Bracon sp.

Braconinae es una subfamilia numerosa de avispas parasitoides de la familia Braconidae con más de 2.000 especies descritas. Muchas especies, incluyendo Bracon brevicornis, han sido usadas en programas de control biológico porque parasitan especies consideradas plagas.

## Descripción y distribución
Son avispas de tamaño pequeño a mediano, entre 2 y 8 mm (algunas más grandes). La mayoría son de color oscuro, aunque algunas son rojas, naranjas o de colores pálidos. Las hembras suelen tener un ovipositor largo.
Son de distribudión mundial, más diversas en la región paleotropical.

## Biología
Son parasitoides idiobiontes (matan al huésped relativamente rápido). Los huéspedes son larvas, a veces larvas ocultas. En la mayoría de los casos parasitan a Lepidoptera (mariposas o polillas) o Coleoptera (escarabajos); unas pocas parasitan a Diptera (moscas) o Symphyta (moscas sierra). Generalmente paralizan al huésped con su veneno antes de depositar un o varios huevos (según la especie) en el huésped.

## Tribus
- Adeshini
- Aphrastobraconini
- Argamaniini
- Bathyaulacini
- Braconini
- Coeloidini
- Euurobraconini
- Glyptomorphini
- Gnathobraconini
- Physaraiini
- Rhammurini
- Vaepellini